# Wettersäule

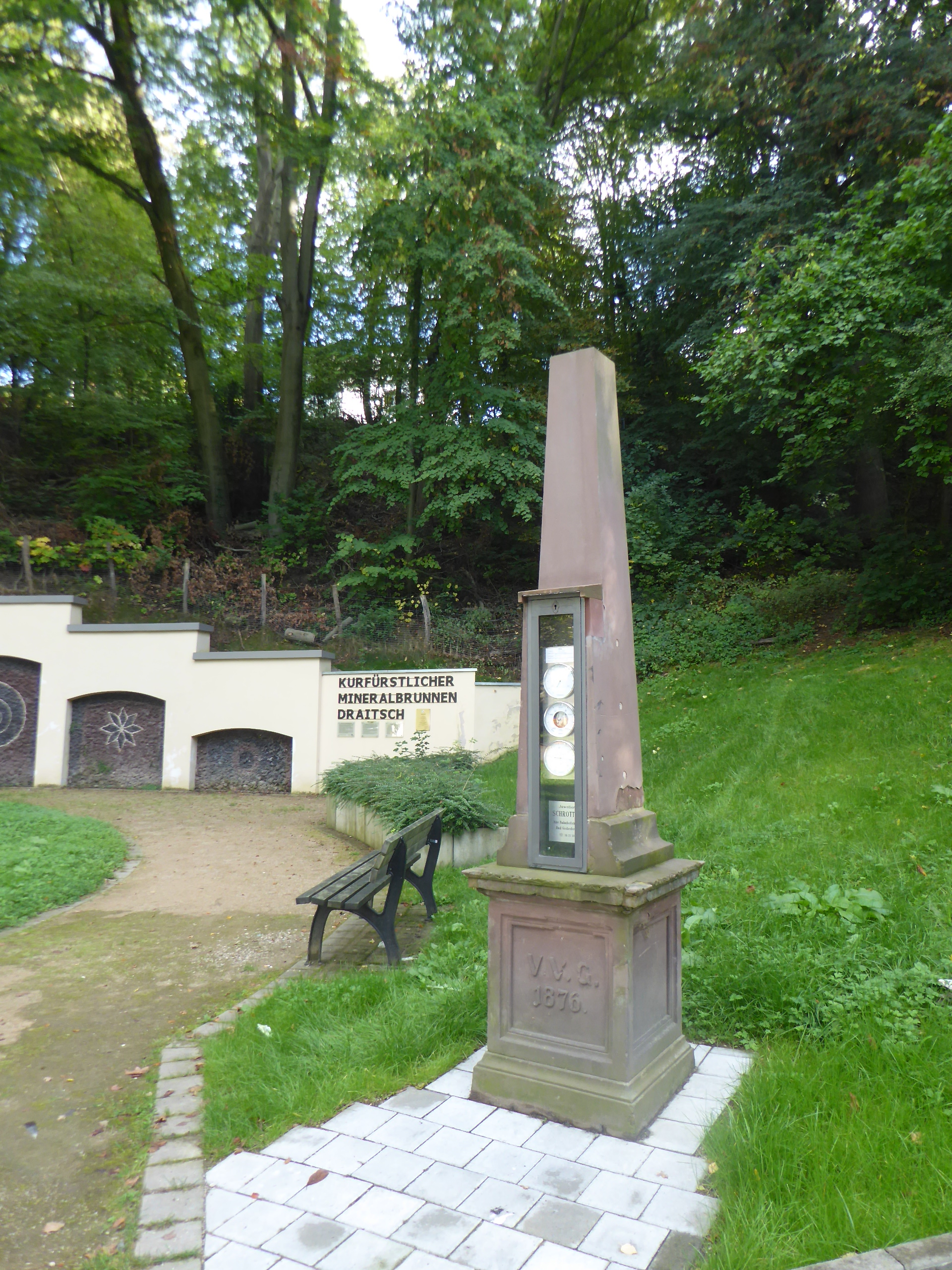
Wettersäule von 1876 in Bad Godesberg, älteste in Deutschland

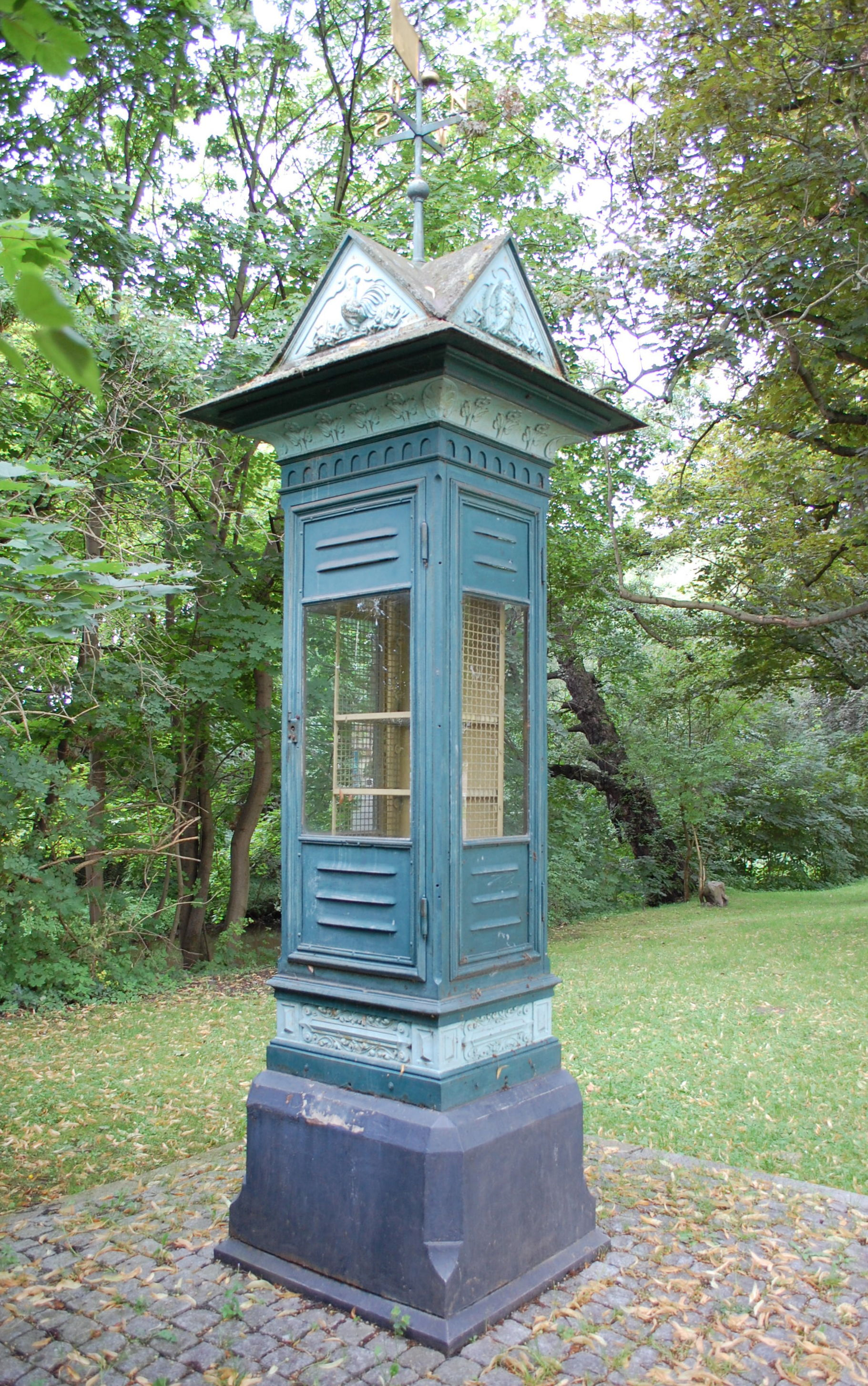
Denkmalgeschütztes Wetterhäuschen in Quedlinburg

Wettersäulen (auch: Wetterhäuschen) wurden gegen Ende des 19. Jahrhunderts zahlreich aufgestellt, in der Regel an öffentlichen Orten.

## Funktion
Die Wettersäule ist ein freistehendes Stadtmöbel im öffentlichen Bereich, häufig auf zentralen Plätzen, an Promenaden oder in Parkanlagen vor allem in Kur- und Badeorten, das ausgestattet mit meteorologischen Instrumenten, Thermometer, Barometer und Hygrometer, gelegentlich ergänzt durch eine Normaluhr, jedem die Möglichkeit gibt, die Wetterdaten selbst zu verfolgen. Leicht und jederzeit zugänglich wurden sie Teil eines Alltages, der sich im 19. Jahrhundert zunehmend an technischen Vorgaben orientierte. Initiatoren waren oft naturwissenschaftlich orientierte Kur- oder Fremdenverkehrsvereine.

## Geschichte
1838 wurde in Genf am Grand Quai (heute: Quai du Général Guisan) erstmals ein Wetterhäuschen errichtet. Die erste Säule in Deutschland wurde 1876 in Bad Godesberg durch den dortigen „Verschönerungsverein“ aufgestellt (siehe: hier), in Österreich 1883. Wettersäulen wurden bis zum Ende des langen 19. Jahrhunderts errichtet und kamen nach dem Ersten Weltkrieg außer Mode. Wetterinformationen wurden wenig später zunehmend über den Rundfunk verbreitet und wahrgenommen. Eine kurze Renaissance gab es noch einmal in der Nachkriegsmoderne nach dem Zweiten Weltkrieg. Da die Wettersäulen jetzt aber ihre Informations-Funktion an modernere Medien verloren hatten, konnte sich der Bautyp nicht dauerhaft durchsetzen. In der Folge wurden die erhaltenen, historischen Wettersäulen zu Kulturdenkmälern.

## Hersteller

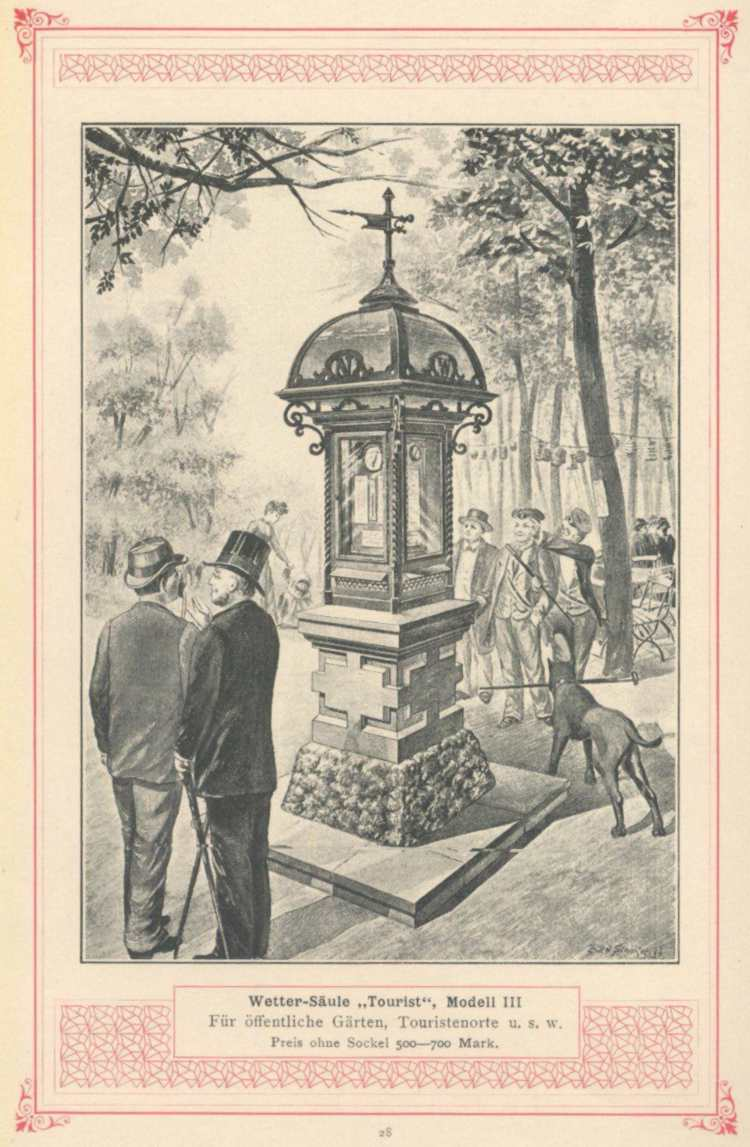
Wettersäule der Firma Wilhelm Lambrecht, „Modell III Tourist“, Abbildung im Firmenprospekt von 1895

Die Gestaltung der Säulen war sehr unterschiedlich. Die stark wachsende Nachfrage führte dazu, dass Standardsäulen entwickelt wurden, die katalogmäßig zu Festpreisen angeboten wurden. Vor Ort musste der Sockel individuell erstellt werden, darauf wurden die Standardmodelle errichtet.
Führender Hersteller war in Deutschland Wilhelm Lambrecht aus Göttingen. Preislich lagen seine Standardmodelle 1895 zwischen 300 und 50.000 Mark. Eine andere Herstellerin von Wettersäulen war die 1884 gegründete und 1895 aufgelöste Hamburger Annoncen-Uhr-Actien-Gesellschaft, deren Säulen 1890 an 400 Orten im Deutschen Reich standen. Die Original-Beschreibung einer ihrer Säulen lautete wie folgt:

„Ein drei Meter hoher Kunstguß auf Sockel trägt in der Bedachung die Embleme der Tageszeiten, während die Windrose mit Fahne ihn bekrönt. Eine deutliche (29 centim. Durchmesser Zifferblatt) Uhr, ein ebenso großes Barometer der Uhr gegenüber mit einstellbarem Zeiger und Datum, Thermometer, Sonnen- und Mond Auf- und Niedergang, Tages- und Nachtlänge, Wetterprognose (sobald in Zeiten erhältlich), abgehende und ankommende Züge und eine Fülle vergleichender und statistischer Angaben. Einwohnerzahl, Flächeninhalt, Münzen etc. bilden die Ausstattung, während die Uhr einen revolvirenden Apparat treibt, welcher 20 Empfehlungsblätter in’s Gesichtsfeld treten läßt, deren jedes automatisch verschwindet, um dem nächsten Platz zu machen.“

Auch die Eisengießerei Johann Friedrich Mack in Frankfurt am Main war auf Wetterhäuschen spezialisiert. Führender Produzent in Österreich-Ungarn war Heinrich Kappeller, Wien, mit einer Niederlassung in Budapest.

## Uraniasäulen

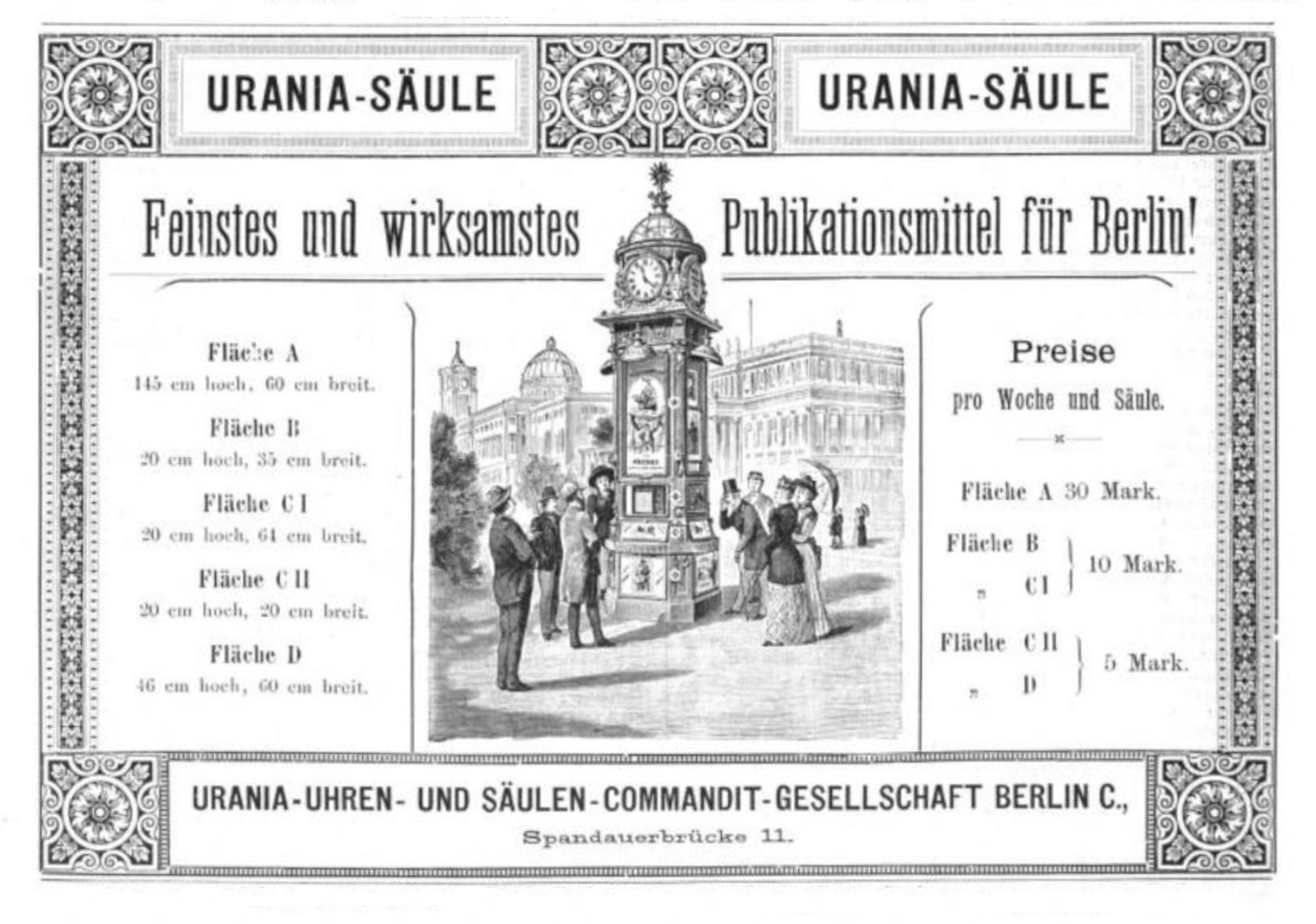
Werbung für Werbung auf der Uraniasäule aus dem Jahr 1893

In der Urania entstand die Idee eines Netzes von Wettersäulen in vielen Städten zur Wetteraufzeichnung. Diese Uraniasäulen bestanden aus Gusseisen und enthielten aufzeichnende Messinstrumente und wurden von der Urania Uhren- und Säulen Commanditgesellschaft vertrieben. Um Verzerrungen durch Temperaturschwankungen zu vermeiden, wurden Aspirationspsychrometer nach Aßmann verwendet. Zur Finanzierung wurde im oberen Bereich der Säulen Werbung gezeigt. Diese Werbung war beleuchtet. Die erste dieser Säulen stand in Berlin Unter den Linden gegenüber dem Kultusministerium. Die 6 Meter hohen Säulen waren von Ludwig Schupmann gestaltet worden. Ein Exemplar stand auf dem Berliner Alexanderplatz, wo seit 1969 die Weltzeituhr steht.

## Einzelne Säulen
- Humboldtsäule, Wettersäule in Löbau
- Wettersäule (Bad Godesberg)
- Wettersäule (Esslingen)
- Wettersäule (Königstein)
- Wettersäule (Leipzig)
- Wetterhäuschen (Quedlinburg)
- Kröpcke-Uhr (Hannover), Nachbau von 1977 nun ohne Wetterstation

Anders als die meisten Wettersäulen dient die Aachener Wettersäule nicht zum Erfassen meteorologischer Messwerte, sondern zum Anzeigen der Wettervorhersage für den kommenden Tag.

Bildergalerie
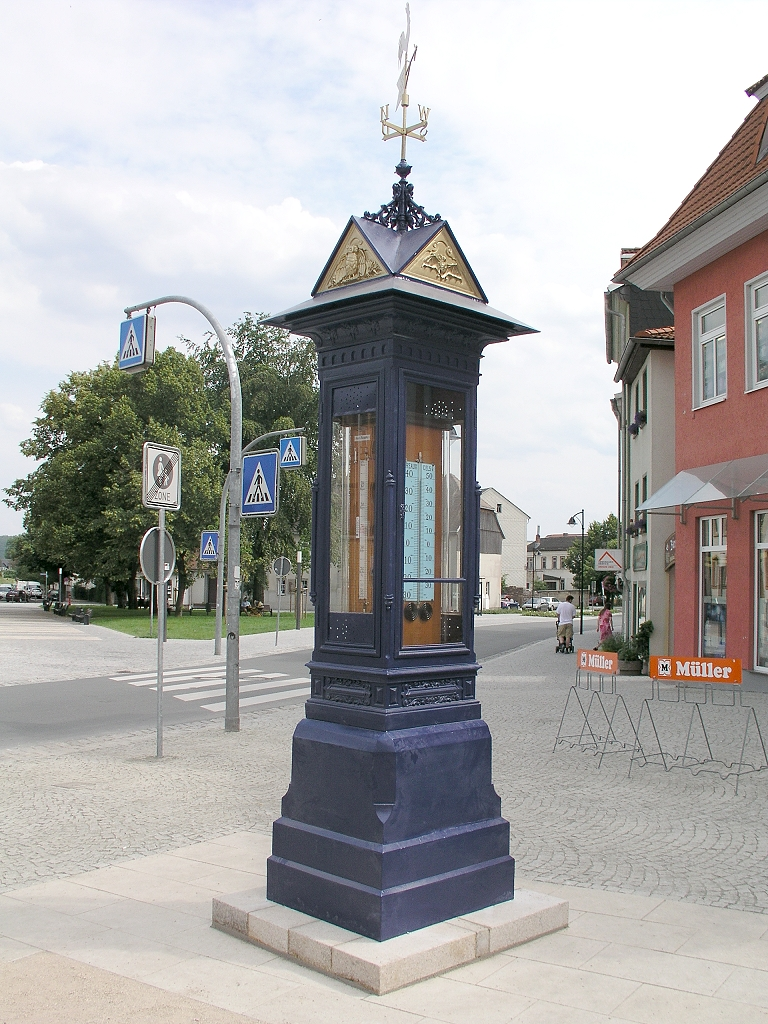
Wettersäule in Ilmenau
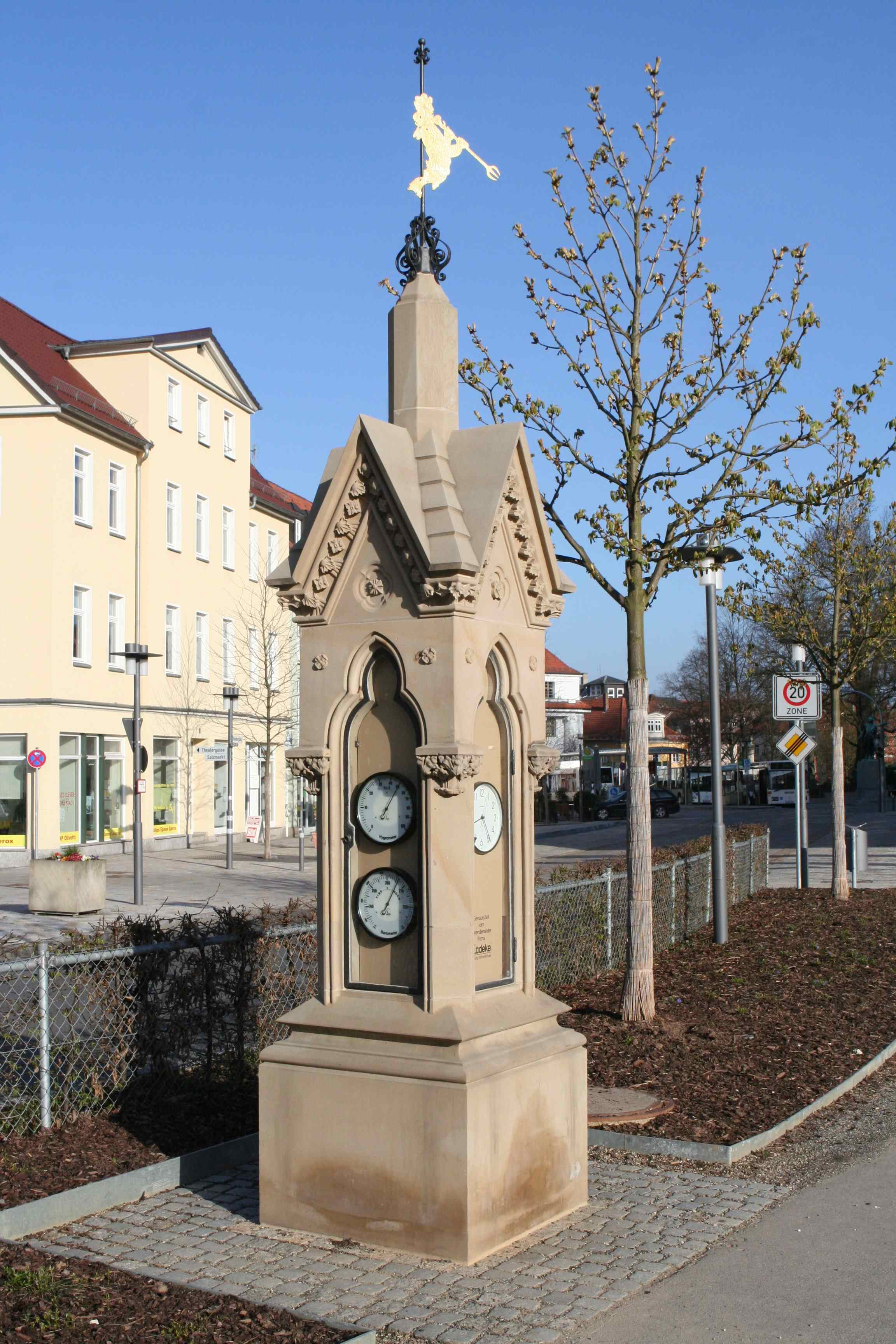
Wettersäule in Coburg, Schlossplatz
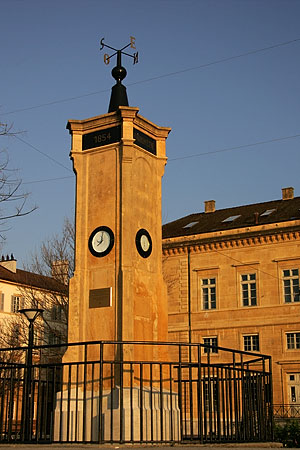
Wettersäule in Neuchâtel, Quai Ostervald
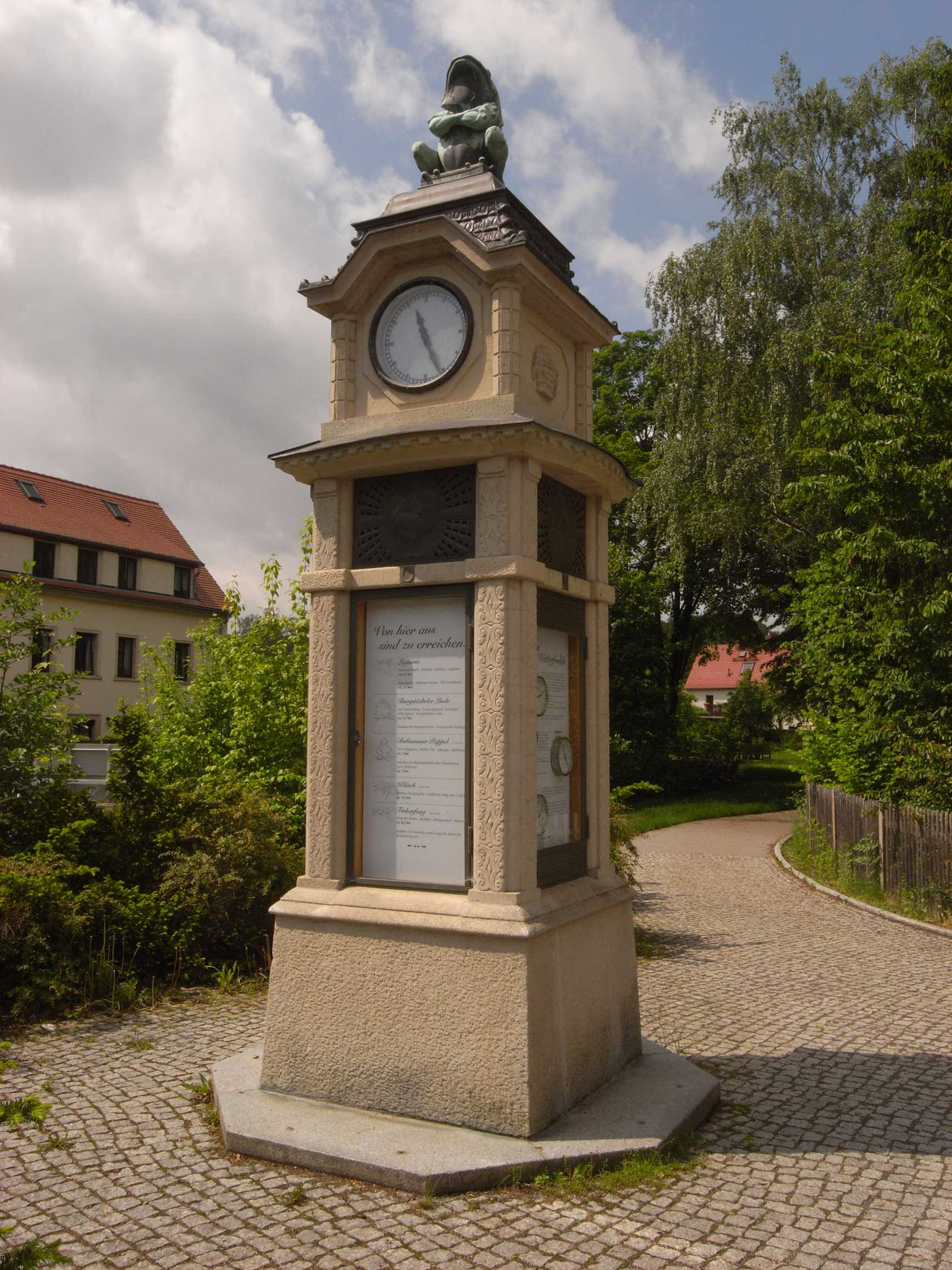
Wettersäule in Lockwitz
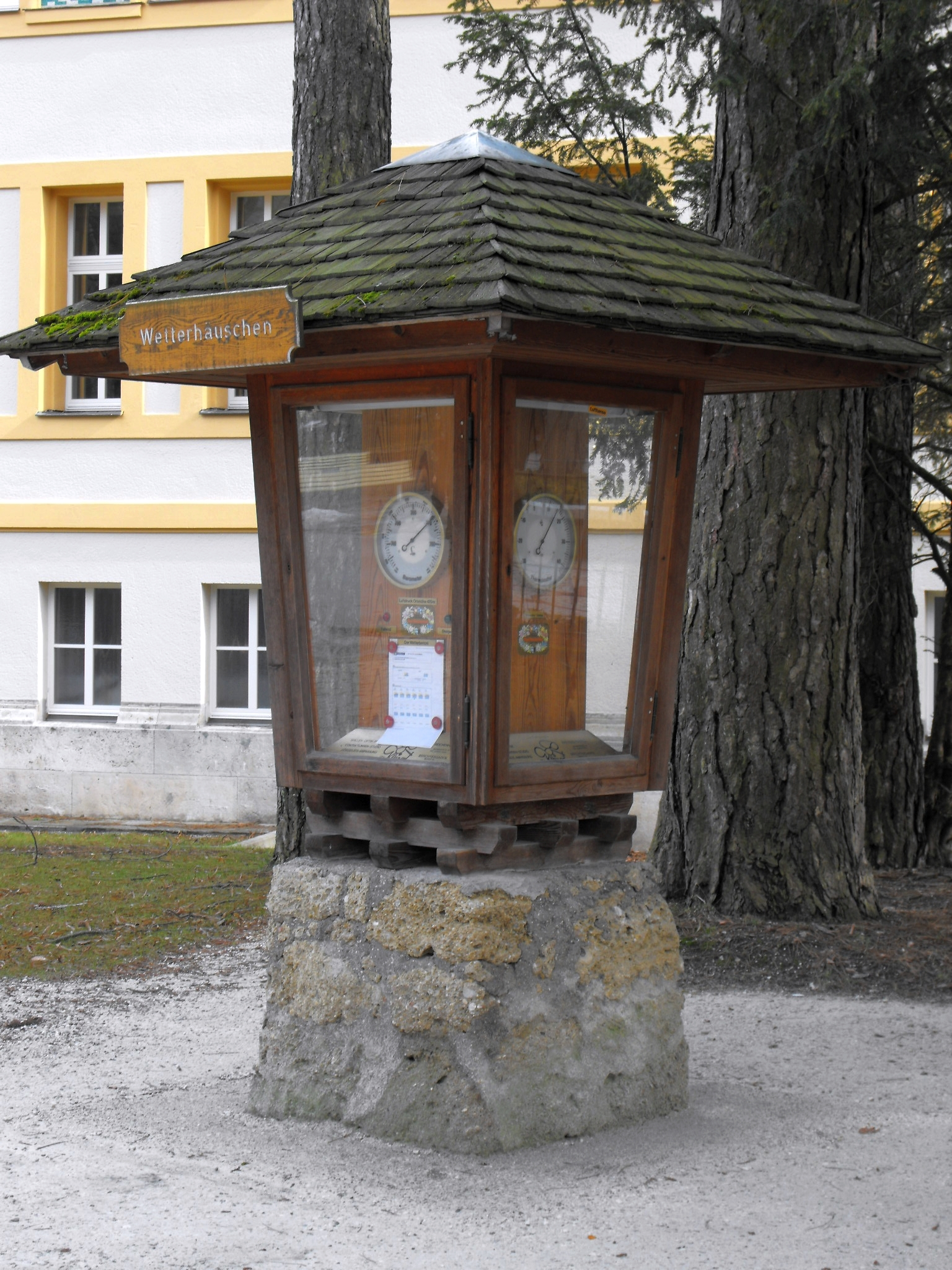
Wetterhäuschen in Bad Reichenhall, Kurpark
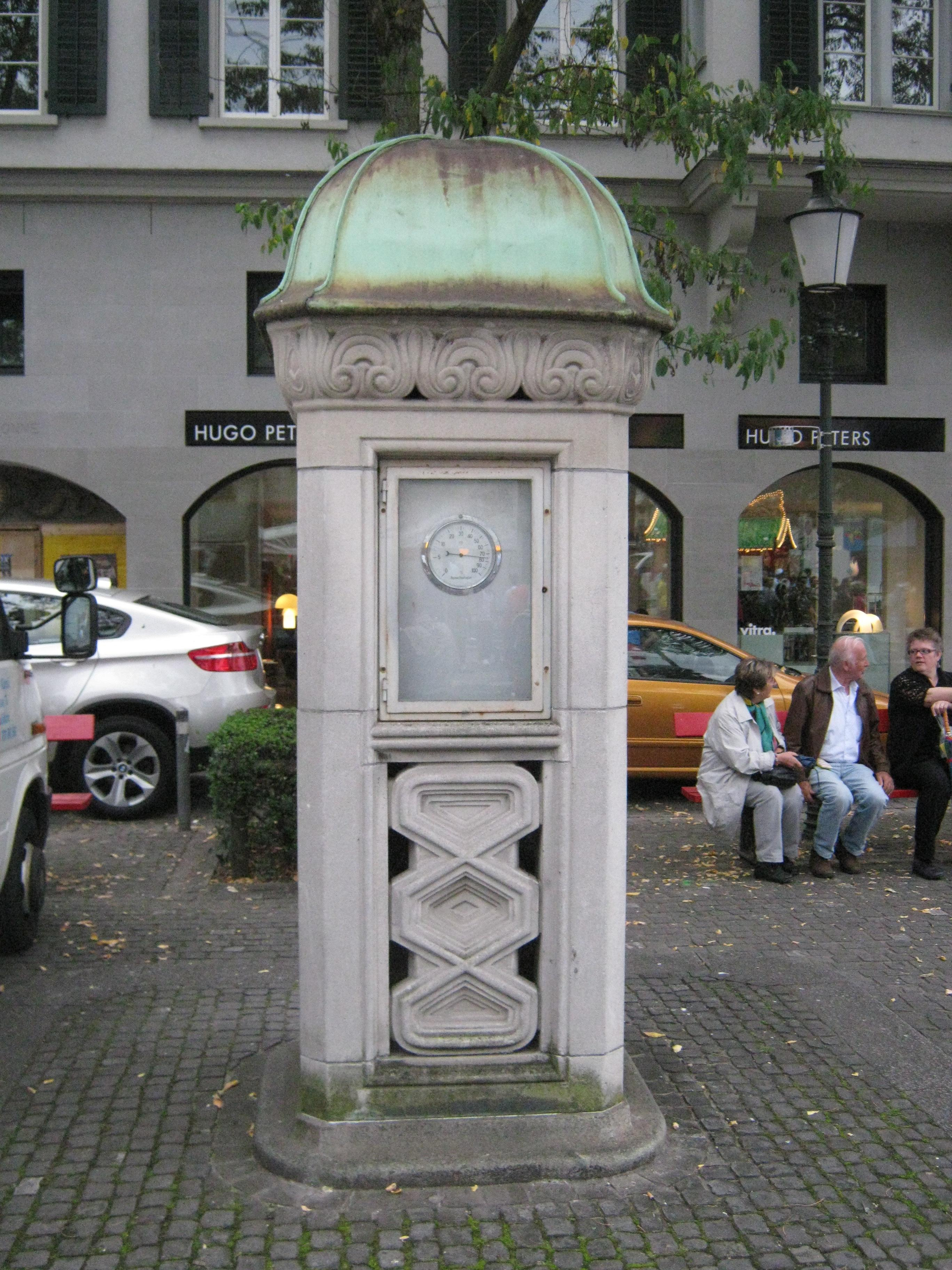
Wettersäule in Zürich
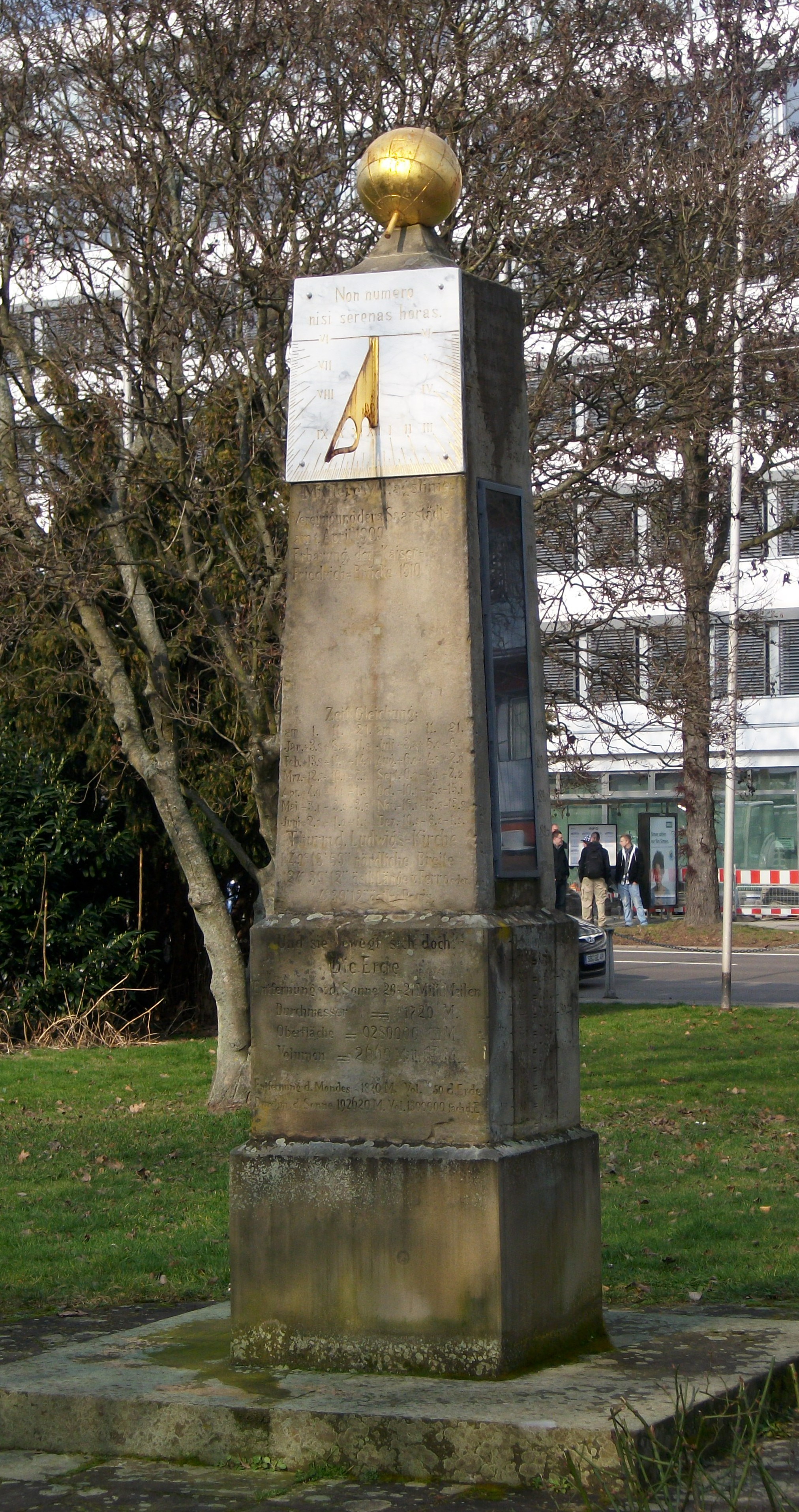
Wettersäule in Saarbrücken, älteste Wettersäule Deutschlands von 1876, entworfen und gestiftet von Hugo Dihm
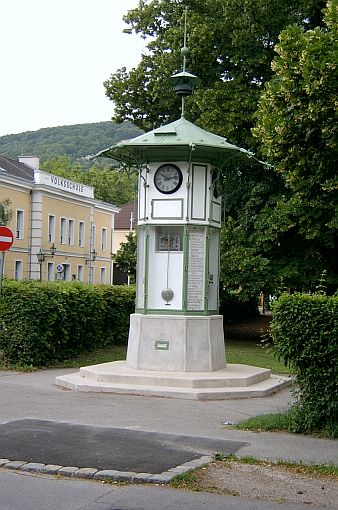
Denkmalgeschützte Wettersäule in  Hinterbrühl
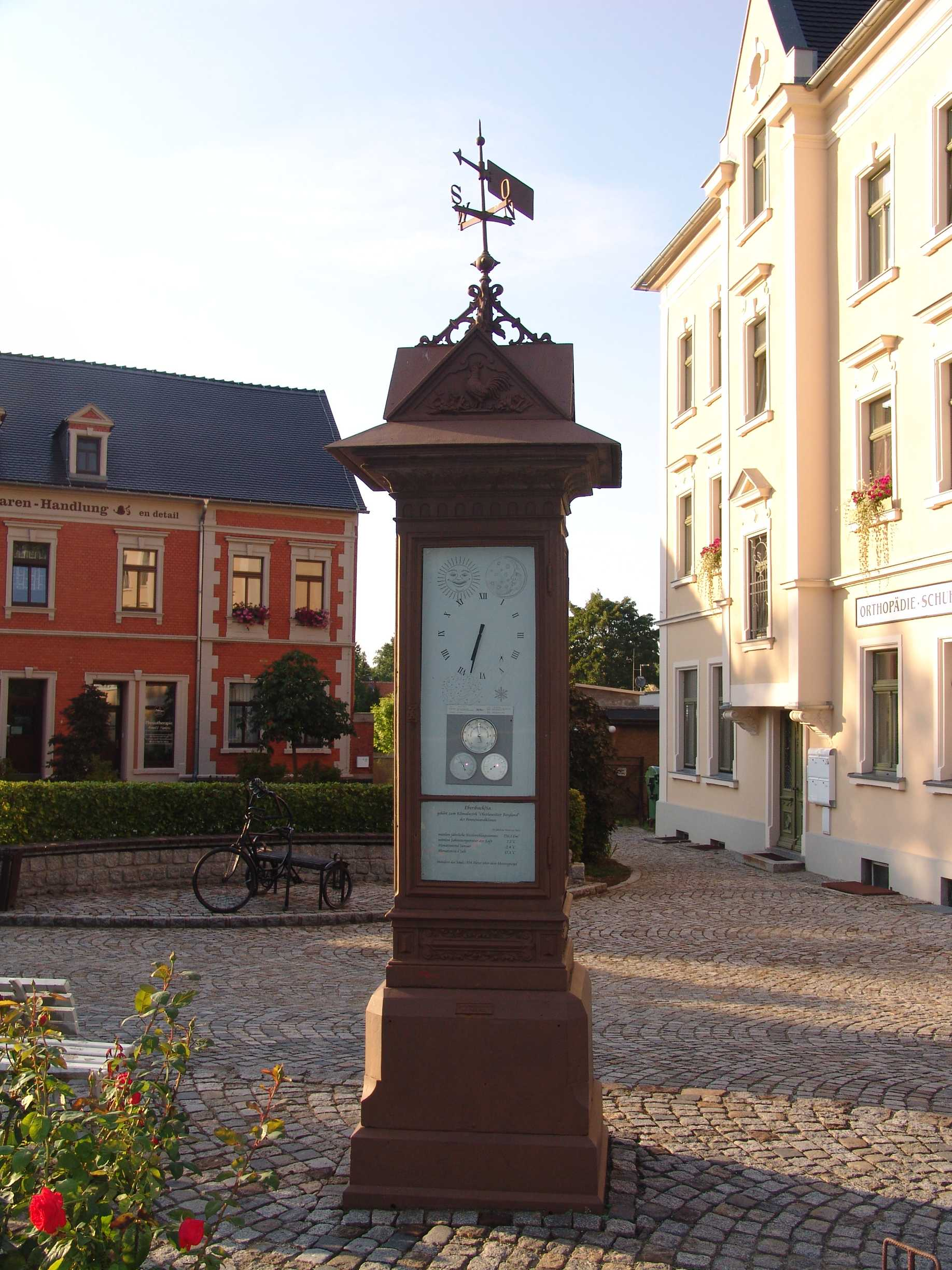
Wettersäule in Ebersbach/Sa.
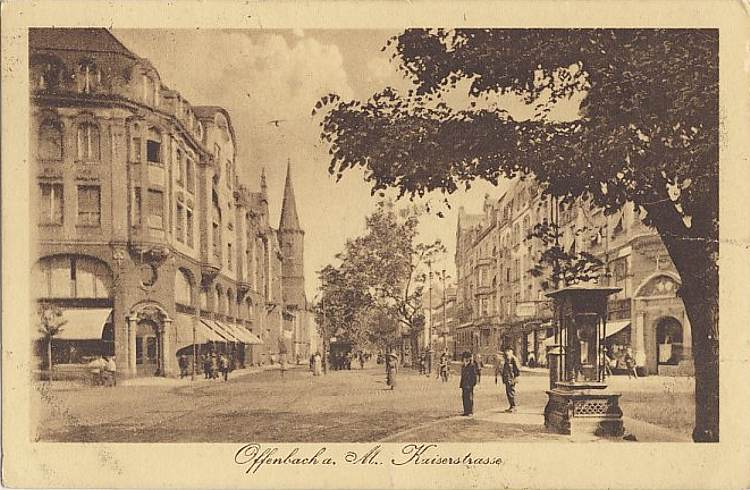
Historische Wettersäule in Offenbach, Kaiserstraße
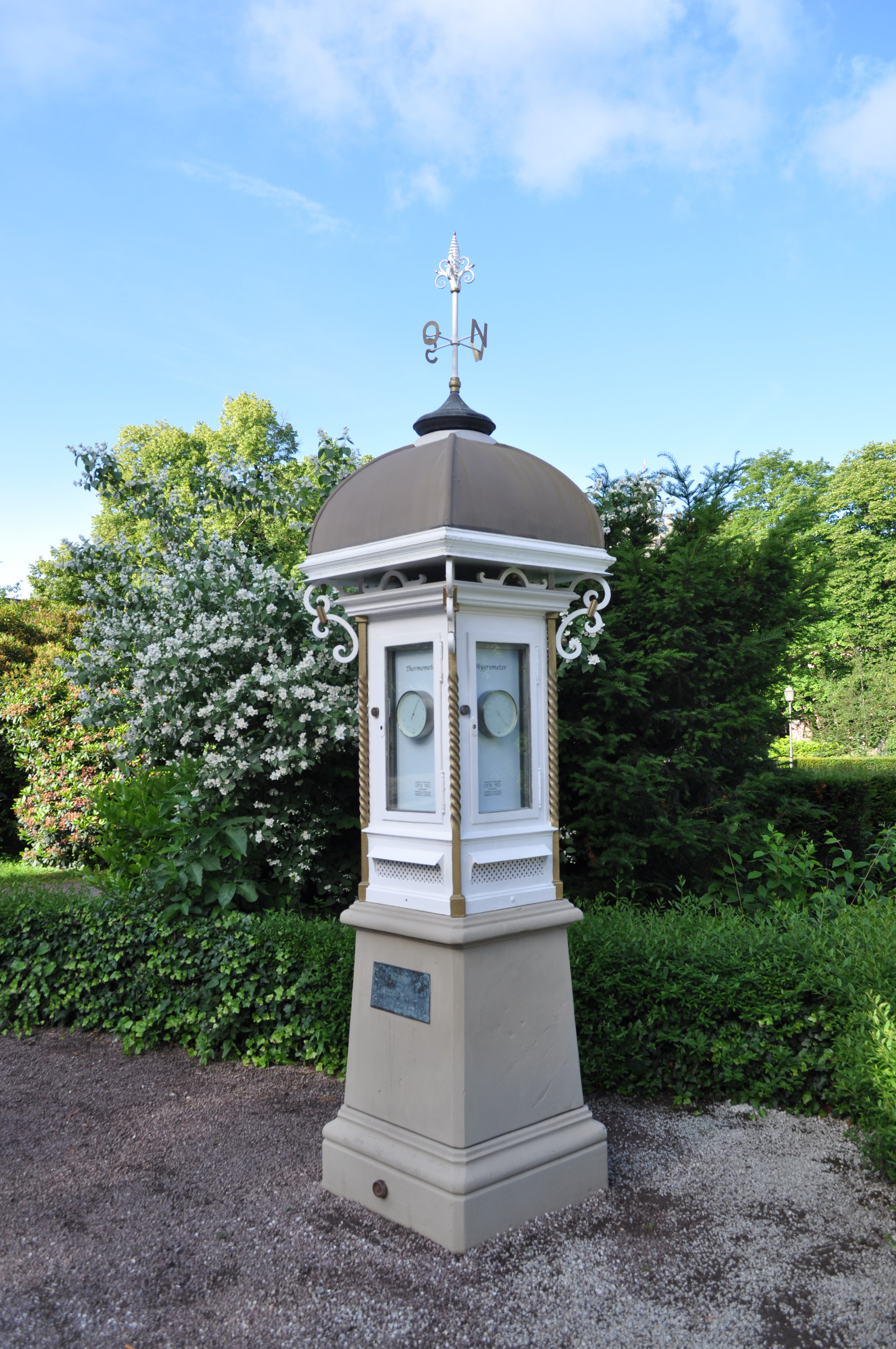
Wettersäule der Firma Wilhelm Lambrecht von 1910 in Königstein im Taunus. Es handelt sich um das Modell III „Tourist“, das 1910 einen Preis von 500 Mark hatte. Die Instrumente sind nicht original, die Säule wurde 2012 saniert.
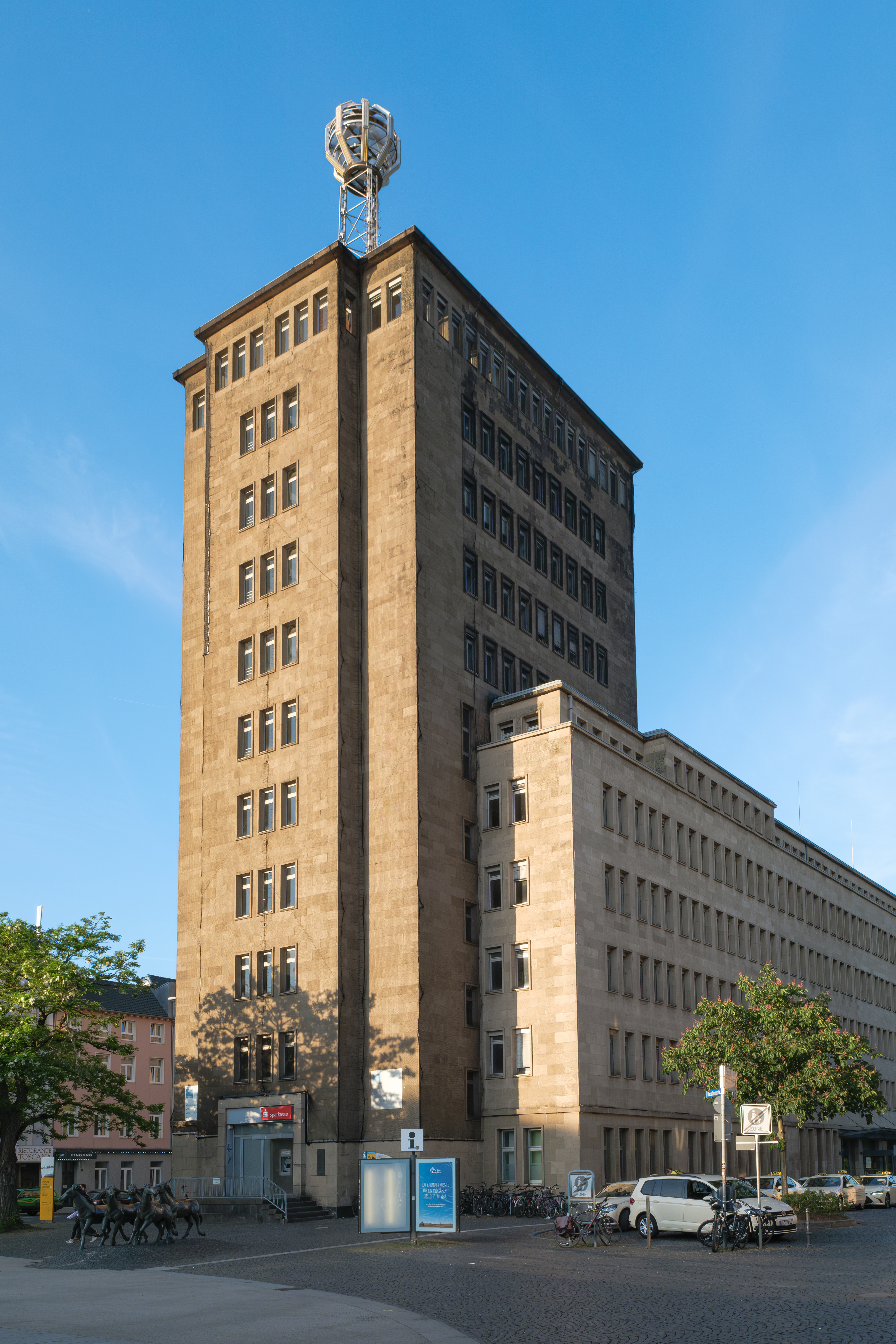
Wettersäule auf dem Haus Grenzwacht, Aachen